# Điền Thành Bình
Điền Thành Bình (sinh tháng 1 năm 1945) là chính khách nước Cộng hòa Nhân dân Trung Hoa. Ông từng giữ các vị trí Bộ trưởng Bộ Lao động và An sinh xã hội Trung Quốc, Bí thư Tỉnh ủy tỉnh Sơn Tây, Bí thư Tỉnh ủy tỉnh Thanh Hải, Tỉnh trưởng Chính phủ Nhân dân tỉnh Thanh Hải.

## Tiểu sử
Điền Thành Bình là người huyện Đại Danh, tỉnh Hà Bắc. Tháng 4 năm 1964, ông gia nhập Đảng Cộng sản Trung Quốc và bắt đầu làm việc vào tháng 2 năm 1968. Ông phục vụ ở Nhà máy Hóa dầu Bắc Kinh, Nhà máy Công nghiệp hóa chất Tiền Tiến trực thuộc Nhà máy Hóa dầu Bắc Kinh và Tổng công ty Hóa dầu Yến Sơn. Năm 1984, Điền Thành Bình được bổ nhiệm làm Bí thư Khu ủy Tây Thành, Bắc Kinh. Năm 1988, ông được chuyển đến tỉnh Thanh Hải và giữ chức Phó Bí thư Tỉnh ủy Thanh Hải. Tháng 12 năm 1992, Điền Thành Bình trở thành quyền Tỉnh trưởng Chính phủ Nhân dân tỉnh Thanh Hải và đến tháng 1 năm 1993, ông chính thức được bầu làm Tỉnh trưởng Chính phủ Nhân dân tỉnh Thanh Hải. Năm 1997, ông được bổ nhiệm làm Bí thư Tỉnh ủy Thanh Hải. Năm 1998, ông được bầu kiêm nhiệm chức vụ Chủ nhiệm Ủy ban Thường vụ Đại hội đại biểu nhân dân tỉnh Thanh Hải. Ông trở thành Bí thư Tỉnh ủy Sơn Tây năm 1999 và cũng được bầu kiêm nhiệm chức vụ Chủ nhiệm Ủy ban Thường vụ Đại hội đại biểu nhân dân tỉnh Sơn Tây tháng 1 năm 2003. Tháng 7 năm 2005 đến tháng 3 năm 2008, ông là Bộ trưởng Bộ Lao động và An sinh xã hội Trung Quốc (hiện nay là Bộ Nguồn nhân lực và An sinh xã hội Trung Quốc, hoặc là MOHRSS).
Ông là con trai của Điền Anh, cựu Phó Tỉnh trưởng tỉnh Hồ Bắc.
Điền Thành Bình là Ủy viên dự khuyết Ủy ban Trung ương Đảng Cộng sản khóa XIV (1992 - 1997) và Ủy viên chính thức Ủy ban Trung ương Đảng Cộng sản các khóa XV (1997 - 2002), khóa XVI (2002 - 2007) và khóa XVII (2007 - 2012).